# Labropsis polynesica
Labropsis polynesica är en fiskart som beskrevs av Randall, 1981. Labropsis polynesica ingår i släktet Labropsis och familjen läppfiskar. IUCN kategoriserar arten globalt som livskraftig. Inga underarter finns listade i Catalogue of Life.